# Al-Musta’in
Abū al-ʿAbbās Aḥmad ibn Muḥammad ibn Muḥammad al-Mustaʿīn bi-ʾllāh, znany lepiej pod tytułem królewskim al-Mustaʿīn (arab. ‏أبو العباس أحمد بن محمد بن محمد‎, ur. 836 w Samarra, zm. 17 października 866 w Bagdadzie) – dwunasty kalif Abbasydów.
Al-Musta’in był wnukiem jednego z poprzednich kalifów Abbasydów, Al-Mutasima. Ojcem Al-Musta’ina był Muhammad ibn al-Mu’tasim, książę Abbasydów, a jego matka nazywała się Makhariq. At-Tabari donosi, że tureckie wojsko uważało, aby nie wynieść na tron żadnego z potomków Al-Mutawakkil, aby nie zostać obwinionymi za zabójstwo tego kalifa.
Po pierwsze, należało stłumić pewne niepokoje w Syrii i odeprzeć ataki Bizantyjczyków (863). Al-Musta’in próbował także ograniczyć wpływy niektórych przywódców wojsk tureckich. Kiedy wśród wojsk tureckich doszło do spisków i niepokojów, w lutym 865 roku uciekł z Samarry do Bagdadu.
Ponieważ al-Musta’in odmówił powrotu do Samarry, opozycyjni Turcy wynieśli Al-Mu’tazza na kalifa w Samarze. Doprowadziło to do wojny domowej w Iraku, podczas której siły kalifa Al-Muʿtazza oblegały Bagdad. Chociaż al-Musta’in był wspierany przez Tahirydów, związał ich bunt al-Hasana ibn Zaida w Tabaristanie. Kiedy tureckie wojska al-Musta’ina uciekły do obozu wroga po burzliwych walkach, 11 stycznia 866 roku musiał on skapitulować i abdykować. Pomimo gwarancji bezpieczeństwa został zamordowany w drodze do miejsce wygnania w Wasit w południowym Iraku, za namową al-Muʿtazza (17 października 866).